# Гарленд, Джоэл Марш
Джо́эл Марш Га́рленд (англ. Joel Marsh Garland; род. 6 апреля 1975 года, Ром, Нью-Йорк, США) — американский актёр. Наибольшую известность получил за роль охранника С. О’Нила (Scott O’Neill) в американском комедийно-драматическом телесериале «Оранжевый — хит сезона».

### Фильмография
- 2006 — Жизнь на Марсе — Seven Fifty
- 2007 — Насмотревшись детективов — Лысый клиент (Bald Customer; в титрах: Joel Marsh Garland)
- 2010 — Правосудие — Pork #2
- 2010 — Охотник за головами — Дуайт (Dwight)
- 2010 — Луи — Даг (Doug)
- 2010 — Эта страшная буква «Р» — Парень в баре (Guy at Bar)
- 2010 — Подпольная империя — Стью (Stu)
- 2010 — Голубая кровь — Уличный Свет Энди (Street Light Andy)
- 2012 — Развод в большом городе — Эммет (Emmett; в титрах: Joel Garland)
- 2012 — Элементарно — Управляющий (Manager)
- 2012 — Пожарные Чикаго — Билли Карсон (Billy Carson)
- 2013—2017 — Оранжевый — хит сезона — С. О’Нил (Scott O'Neill)
- 2014 — Бёрдмэн — Рабочий сцены (Stagehand)
- 2015 — Правдивая история — Дэн Пэгг (Dan Pegg)
- 2015 — Общественная мораль — Бурк (Burke)
- 2016 — И проиграли бой — Эл
- 2016 — Накорми зверя

## Награды и номинации
- 2015 год — Премия Гильдии актёров, победитель в номинации «Лучший актёрский состав комедийного сериала» («Оранжевый — хит сезона»)[2].
- 2016 год — Премия Гильдии актёров, победитель в номинации «Лучший актёрский состав комедийного сериала» («Оранжевый — хит сезона»)[2].